# Christian Ragot
Pour les articles homonymes, voir Ragot.
Christian Ragot, né le 30 décembre 1933 à Latresne et mort le 20 septembre 2022 à Jossigny, est un designer français.

## Parcours artistique
Après une formation en ébénisterie à Bordeaux, Christian Ragot travaille pendant trois années en entreprise sur des projets d'architectes initiateurs de l'école de Bordeaux. À partir de 1957, il poursuit sa formation à Paris, à l'École Boulle en agencement, et à l'ENSAD (École nationale supérieure des arts décoratifs) en décoration intérieure. Il complète sa formation à l'Institut de l’Environnement et au Conservatoire national des arts et métiers en ergonomie et physiologie du travail, puis à l'Université Paris VIII en urbanisme et design.
De 1958 à 1969, il travaille dans des agences d’architecture et de décoration parisiennes.
De 1968 à 1970, Christian Ragot travaille sur différents projets en association avec Michel Cadestin. Ils développent des concepts d’habitat et mènent des recherches sur l’utilisation de nouveaux matériaux (mousse de latex à densité variable, plastique pour gonflables...). Pour le Salon des artistes décorateurs en 1969, ils proposent le projet "Alcôve 2000", un prototype d'habitacle composé de rouleaux en mousse polyuréthane. Ce prototype, façonné par Ligne Roset, n'a pas fait l'objet d'une édition en série.
En 1969, Christian Ragot et Michel Cadestin réalisent également les chauffeuses "Elisa" pour Ligne Roset. Ils obtiennent le Prix Formes Utiles pour une "salle de bain" présentée lors du Salon des arts ménagers (section Foyer d’Aujourd’hui) au Centre des nouvelles industries et technologies (CNIT).
En 1970, Christian Ragot crée son studio et confirme une approche sociale et critique du design. Ses productions (structures gonflables, composants architecturaux, habitats individuels, meubles...) signent un design d'auteur, emprunt d'une pensée écologique.
Il a enseigné en France, à l'École nationale supérieure d'art de Nancy, à l'école d’architecture de Strasbourg et à l'université de technologie de Compiègne, ainsi qu'à l'étranger au Nationaal Hoger Instituut voor bouwkunst en stedebouw (NHIBS) d'Anvers.
Christian Ragot a également travaillé en Italie, au Brésil et en Colombie.
Le travail de Christian Ragot a donné lieu à plusieurs expositions rétrospectives, en 2001 à l'Abbaye des Prémontrés de Pont-à-Mousson, "Objets hors quarantaine", en 2003 au Casino Luxembourg, "Objets hors quarantaine - intime collection" et en 2012 à Piacé lors de la Quinzaine Radieuse organisée par l'association Piacé-le-Radieux, Bézard-Le Corbusier, "Travaux en Quarantaine".

### Commentaires
- " Un ressort de camion prolongé d'une grosse ampoule : la « Reptilampe », née en 1970, est à poser dans le jardin ou le salon. L'objet, l'un des premiers détournements design de l'époque, résume l'esprit hors mode et humoristique de Christian Ragot, enfant de Duchamp [3]. [...]"

- " [...] Christian Ragot est, parmi les grands designers français de ces dernières décennies, le moins connu du grand public : en inventant sans cesse, avec un regard lucide sur le monde, il ne suit pas les chemins du succès, mais se lance, pour chacune de ses créations, dans une nouvelle aventure[4]."

### Réalisations marquantes
- Prêt-à-Monter (1965-1966)
- Siège Elisa (1968-1969), avec Michel Cadestin, Ligne Roset
- Reptilampe (1969)
- Façade Éphémère (1971)
- Sièges OC en ballots de paille (1971)
- Carthabits (1971-1973)
- Siège-Habit (1972)
- Fauteuil-TV (1974-1975)
- Sas Gonflable (1984-1985)
- Pâtes Triamelli pour Panzani (1985)
- L’eau en forme -bouteille de l’An 2000 pour Vittel (1986)
- Trilithe Formica (1989)
- Habitacle "Alcôve 2000", nouvelle cellule familiale (1968-2001), avec Michel Cadestin, Collection Centre Pompidou, MNAM-CCI
- Table ovale "Monica" (2001-2003)
- Corps d'osier, maquette en vannerie à l'échelle 1 de la "Voiture Minimum" de Le Corbusier, pour l'exposition permanente de l’association Piacé-le-Radieux, Bézard-Le Corbusier (2012)

## Publications
- Enrico Lunghi, « Une démarche artistique dans le monde du design », dans Christian Ragot. Objets hors quarantaine - intime collection 2003, Luxembourg, Casino Luxembourg, 2003.